# (12539) Chaikin
(12539) Chaikin (1998 OP2) – planetoida z grupy pasa głównego asteroid okrążająca Słońce w ciągu 4,53 lat w średniej odległości 2,74 j.a. Odkryta 16 lipca 1998 roku.